# I. Adad-nirári
I. Adad-nirári  uralkodott i. e. 1307 – i. e. 1275) a Középasszír Birodalom egyik jelentős uralkodója volt, Arik-dén-ili fia, Enlil-nirári unokája, I. Assur-uballit „leszármazottja”, aki megkezdte a feltartóztathatlannak tűnő terjeszkedést. Legjelentősebb tette a polgárháború által – és a hettiták tevékeny közreműködésével – kettészakadt Mitanni (akkád nevén Hanigalbat) legyőzése és maradványainak bekebelezése volt. Erre az adott módot, hogy a hettiták éppen az egyiptomi újbirodalom ellen vívták harcukat a szíria-levantei térségben.
Adad-nirári feltétlenül az Eufráteszig akart jutni, mivel a legfontosabb kereskedelmi útvonalak ellenőrzése gazdasági és politikai súlyt is jelentett. E céljában azonban Babilon sokszor akadályozta, ezért az éppen Babilonhoz tartozó, de egyébként hurri lakosságú Arraphát és Nuzit elhódította. Mitanni elérkezettnek látta az időt arra, hogy visszaszerezze egykori nagyon fontos tartományait, és megtámadta Asszíriát, Adad-nirári azonban győzelmet aratott II. Sattuara felett. Ezzel már nem csak Arrapha és Nuzi, de maga Mitanni is Asszíria vazallusa lett.
Az asszír–babiloni konfliktus éleződésével Sattuara alkalmasnak vélte az időpontot arra, hogy kivívja szabadságát, és fellázadt. E lázadást azonban Adad-nirári leverte, és Mitannit immár teljesen bekebelezte. A hurrikat kiirtotta, talán csak kis számú menekült juthatott el északra, ahol később jelentős szerepet játszottak Urartu megalapításában. Adad-nirári pedig egészen Karkemisig jutott, szilárdan tartotta Nyugat-Mezopotámiát, és kihasználva stratégiai pozícióját, sakkban tartotta a továbbiakban Egyiptomot és Hattit is, mivel innen bármikor betörhetett volna Észak-Szíriába és Kelet-Anatóliába is, és elvághatták egymástól a két térséget. A későbbi asszír uralkodók ezt meg is tették.
A keleti határokat sikeresen védte meg a hegyi népektől. Fia, I. Sulmánu-asarídu folytatta az Adad-nirári alatt megkezdett hódításokat.